# Curtiss XBT2C
Curtiss XBT2C byl experimentální jednomotorový střemhlavý a torpédový bombardér vyvíjený v době druhé světové války. Jednalo se o poslední typ společnosti Curtiss určený pro Námořnictvo Spojených států amerických. Letoun byl založen na jednomístném typu Curtiss XBTC, ale užíval méně výkonný hvězdicový motor Wright R-3350 a mohl nést druhého příslušníka osádky v zadní části trupu. Byl vybaven radarem, neseným v kontejneru pod pravou polovinou křídla. Z deseti objednaných letadel bylo vyrobeno pouze devět, a všechny byly do konce 40. let sešrotovány.

## Uživatelé
- Spojené státy americké
  - United States Navy

## Specifikace (XBT2C-1)

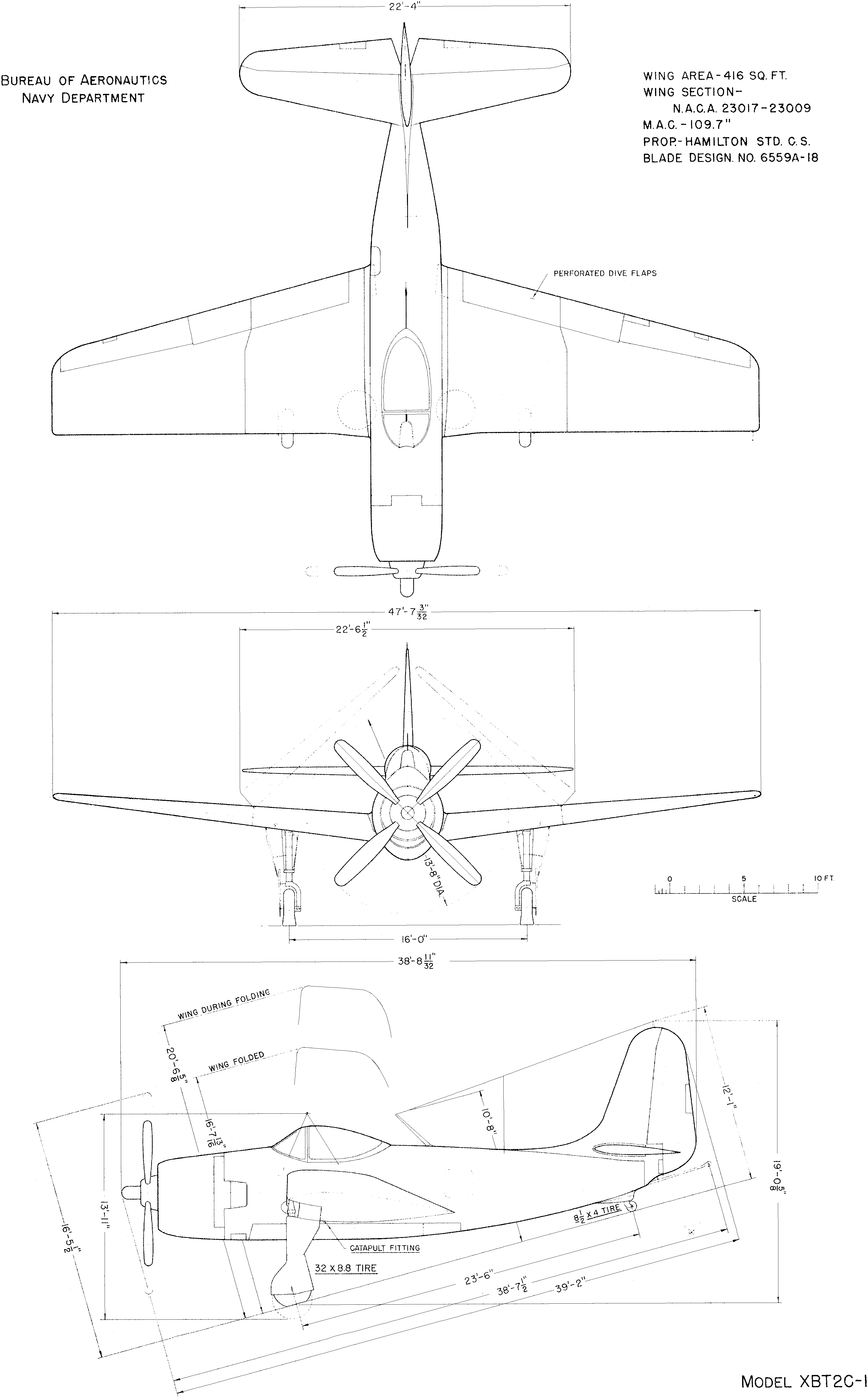
Třípohledový nákres XBT2C-1

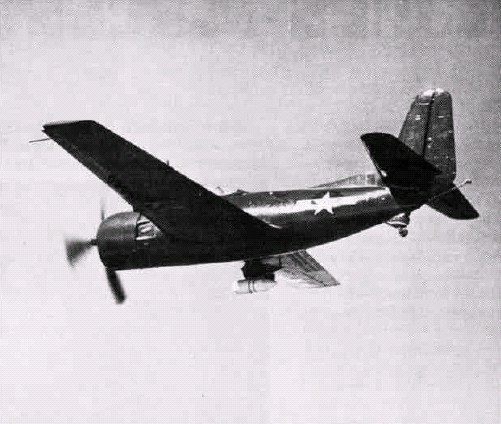
Záběr spodních ploch XBT2C-1

Data podle

### Technické údaje
- Osádka: 1-2
- Délka: 11,93 m (39 stop a 2 palce)
- Rozpětí křídla: 14,5 m (47 stop, 7 a ⅓ palce)
- Výška: 3,68 m (12 stop a 1 palec)
- Nosná plocha: 38,64 m² (416 čtverečních stop)
- Hmotnost prázdného stroje: 5 565 kg (12 268 lb)
- Maximální zletová hmotnost: 8 628 kg (19 022 lb)
- Pohonná jednotka: 1 × vzduchem chlazený dvouhvězdicový osmnáctiválec Wright R-3350-24 Duplex-Cyclone
- Výkon pohonné jednotky: 2 500 hp (1 865 kW)

### Výkony
- Maximální rychlost: 531 km/h (287 uzlů, 330 mph) ve výši 5 200 m (17 000 stop)
- Dolet: 2 108 km (1 139 námořních mil, 1 310 mil)
- Praktický dostup: 8 016 m (26 300 stop)
- Stoupavost: 9,6 m/s (1 890 stop za minutu)

### Výzbroj
- 2 × 20mm letecký kanón AN/M2 v křídle
- pumy do hmotnosti 907 kg (2 000 lb)